# Economia d'Europa

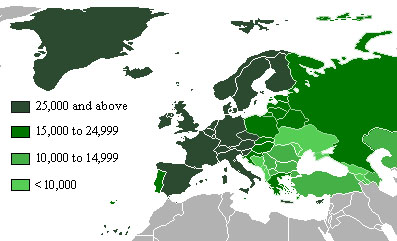
Stati europei per Prodotto interno lordo nel 2006.

L'economia d'Europa comprende più di 743 milioni di persone in 50 diversi Stati. Come altri continenti, la ricchezza degli stati in Europa varia, anche se gli stati più poveri sono ben al di sopra dei più poveri stati di altri continenti in termini di PIL e livelli di vita. La differenza di ricchezza in Europa può essere vista grossomodo durante la guerra fredda, dove si può notare il divario tra paesi come: Portogallo, Slovenia e Repubblica Ceca. Mentre gran parte degli Stati europei hanno un PIL pro capite superiore alla media del mondo e sono molto sviluppate (Liechtenstein, Lussemburgo, Principato di Monaco, Norvegia, Svezia, Paesi Bassi, Svizzera), alcune economie europee, nonostante la loro posizione superiore alla media mondiale (tranne per la Moldavia) hanno un Indice di sviluppo Umano (Armenia, Kosovo, Macedonia, Ucraina, Azerbaigian, Georgia, Bosnia-Erzegovina, Albania) al di sotto dei paesi europei più ricchi.

## Quadro generale
L'Europa è una delle zone più ricche del globo: troviamo infatti grandi potenze dal punto di vista economico, quali Germania, Italia, Regno Unito, Francia, Spagna, e Russia i quali detengono un PIL Nominale molto alto. L'economia europea può essere geograficamente divisa in due grandi zone: quella Occidentale, caratterizzata da economie fortissime e valori di sviluppo alti, e quell'Orientale, in cui la ricchezza decresce verso Est, pur essendovi economie caratterizzate da un forte tasso di crescita. Grazie alla sua varietà di luoghi e di storia, l'Europa ha tutti i settori economici molto sviluppati: l'agricoltura, con il Bassopiano Sarmatico, il Bassopiano Francese, la Pianura Padana, il Bassopiano Germanico e le pianure spagnole, l'industria, con le aree di Parigi, Berlino, della Lombardia, della Renania Settentrionale-Vestfalia, Londra, Mosca, Istanbul (in parte in territorio Asiatico), Catalogna, Roma e molte altre minori, e il settore terziario, in cui, oltre alle attività finanziarie, assicurative e bancarie, spicca il turismo: infatti in Europa vi sono 3 delle nazioni più visitate al mondo: Italia, Spagna e Francia.